# Маківська сільська територіальна громада
Маківська сільська об'єднана територіальна громада — об'єднана територіальна громада в Україні, в Кам'янець-Подільському районі Хмельницької області. Адміністративний центр — село Маків.
Площа громади — 103,64 км², населення — 7229 осіб (на 1 січня 2021 р.)
Утворена 13 серпня 2015 року шляхом об'єднання Маківської, Михайлівської та Чечельницької сільських рад Дунаєвецького району.

## Населені пункти
До складу громади входять 8 сіл:
| Село                | Населення (2015) |
| ------------------- | ---------------- |
| Маків               | 3457             |
| Шатава              | 1611             |
| Чечельник           | 624              |
| Слобідка-Рахнівська | 593              |
| Михайлівка          | 392              |
| Блищанівка          | 382              |
| Слобідка-Балинська  | 313              |
| Слобідка-Залісецька | 102              |